# Petrus Juringius
Petrus Juringius, född 16 januari 1690 i Adelövs församling, Östergötlands län, död 2 november 1757 i Kvillinge församling, Östergötlands län, var en svensk präst.

## Biografi
Petrus Juringius föddes 1690 i Adelövs församling. Han var son till komministern Sveno Petri Juringius i Mellby församling. Juringius studerade i Eksjö och Linköping. Han blev 1713 student vid Uppsala universitet och prästvigdes 18 juli 1719 till komminister i Kvillinge församling. Juringius blev 25 juli 1739 kyrkoherde i Kvillinge församling, tillträde 1740. Han avled 1757 i Kvillinge församling och begravdes 6 december i Kvillinge kyrka med likpredikan av biskop Andreas Olavi Rhyzelius.

### Familj
Juringius gifte sig 6 juni 1725 med Anna Älf (1707–1786). Hon var dotter till kyrkoherden Samuel Älf och Brita Wallenström i Kvillinge församling. De fick tillsammans barnen Brita Stina Juringius (1726–1796), kyrkoherden Samuel Jurginius i Kvillinge församling, löjtnanten Carl Juring (1730–1808), häradshövdingen Anders Juringius (1733–1804), Adolph Juringius (1735–1749), Anna Christina Juringius (1738–1821), Zacharias Juringius (1741–1741), hovauditören Zacharias Juringius (1742–1786), Maria Margareta (1745–1786), kollegan Pehr Juring i Söderköping, kyrkoherden Edmund Juringius i Västra Husby församling.